# Baikalmeer
Het Baikalmeer of Bajkalmeer (Russisch: Озеро Байкал, Ozero Bajkal; Boerjatisch: Байгал нуур, Baygal nuur) is een meer in het zuiden van Siberië, dat aan de westkust wordt omgeven door het Baikalgebergte, in het zuidwesten door het Primorskigebergte, in het zuidoosten door het Chamar-Dabangebergte en in het oosten door het Bargoezingebergte. De lengte is ongeveer 640 km en de grootste breedte is net geen 80 km. Het meer heeft een oppervlakte van 31 722 km² (ongeveer zo groot als België) en met een maximale diepte van bijna 1700 meter is het Baikalmeer het diepste meer ter wereld. Sinds 1996 staat het meer op de Werelderfgoedlijst van de UNESCO.

## Beschrijving
Het Baikalmeer is het grootste zoetwaterreservoir ter wereld. Berekend is dat het meer zoveel zoet water bevat dat het in de drinkwaterbehoeften van de hele wereldbevolking zou kunnen voorzien voor een periode van 5 jaar. Het meer bevat 22% van de zoetwaterreserves in alle oppervlaktewater wereldwijd. Het wordt door ruim 300 rivieren gevoed, waarvan de Selenga in het zuiden de voornaamste is. De enige afvoer is de Angara, waarlangs het Baikalmeer via de Jenisej afwatert op de Noordelijke IJszee.
De gemiddelde temperatuur bedraagt in de winter −19 °C en in de zomer 14 °C. Het meer is in de winter aan de oppervlakte volledig bevroren, met een gemiddelde ijsdikte van een meter. Het is mogelijk het meer over het ijs over te steken, maar het gevaar van onderkoeling is daarbij groot. De wind waait er zonder obstakels vrij over de wijde ijsmassa en doordat het zonlicht door de ijsmassa weggereflecteerd wordt, maakt dit het nog kouder.
Het meer is rijk aan flora en fauna en herbergt unieke diersoorten als de Baikalrob (Pusa sibirica), de Baikalhouting (Coregonus migratorius) en een hele reeks endemische vlokreeftjes.
Op 29 juli 2008 bereikte een Russische expeditie in een mini-onderzeeër op een diepte van 1592 meter de bodem van het Baikalmeer. De missie maakte deel uit van een wetenschappelijke studie om het meer beter te beschermen. Er werden onder meer bodemmonsters genomen. De diepste zoetwaterduik ooit (1637 meter) werd in 1990 uitgevoerd door Anatoli Sagalevitsj. Het diepste punt van de bodem van het meer ligt 1187 meter onder zeeniveau.
Anno 2017 is het meer ernstig vervuild door algengroei, waarschijnlijk veroorzaakt door afvalwater ten gevolge van een toegenomen menselijke aanwezigheid. De visstand van onder andere de Baikalhouting is zo sterk afgenomen dat het vissen daarop verboden is.

## Natuurbescherming
Het UNESCO-Werelderfgoedgebied Baikalmeer telt drie zapovedniks en twee nationale parken. Aan de westkust, tussen Irkoetsk en Severobajkalsk, bevindt zich Zapovednik Baikal-Lena. In het zuiden, vlak onder Irkoetsk bevindt zich Nationaal Park Cisbaikal. Aan de zuidkust van het Baikalmeer ligt ook het Biosfeerreservaat Bajkalski. Ten slotte bevinden zich aan de oostkust, tussen Severobajkalsk en Oelan-Oede, ook twee natuurgebieden. Dit zijn Biosfeerreservaat Bargoezinski en Nationaal Park Transbaikal.

## Milieu en klimaat
Russische onderzoekers waren in 2021 bijzonder verontrust door het ontdekken van meer dan 20 onderwaterputten waaruit een grote hoeveelheid methaan ontsnapte.

## Afbeeldingen

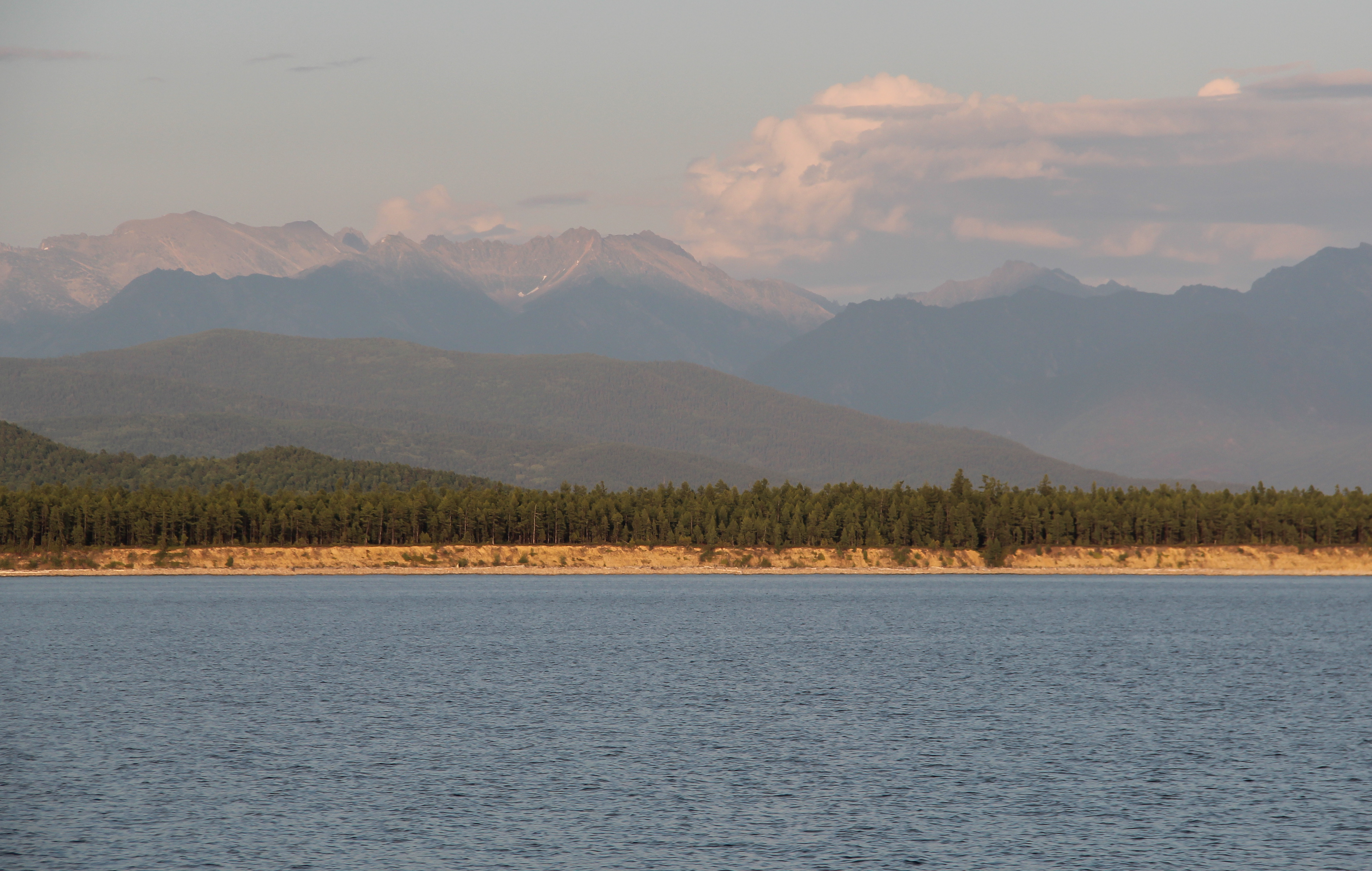
Uitzicht op Biosfeerreservaat Bargoezinski vanaf het Baikalmeer.
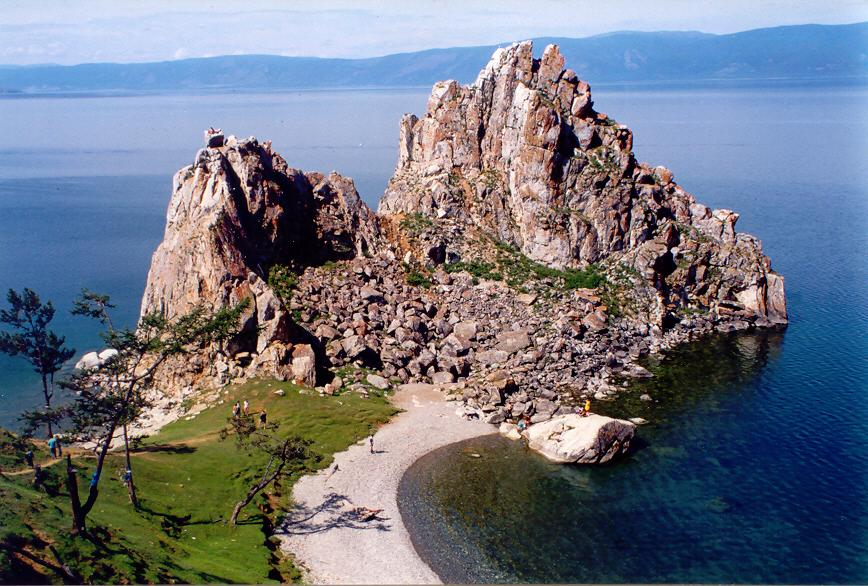
Heilige Boerjatische Sjamankasteen op het eiland Olchon, aan de westelijke oever van het meer. Het eiland wordt door de Maloje More van de oever van het Baikalmeer gescheiden.
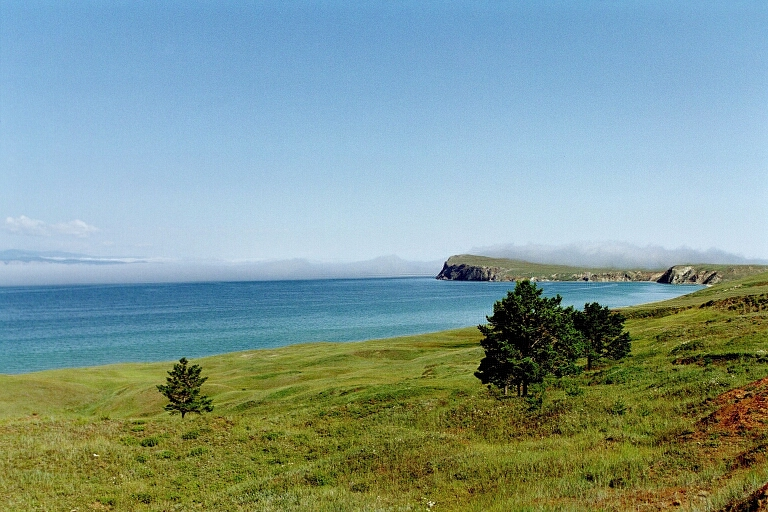
Het Baikalmeer in de zomer.
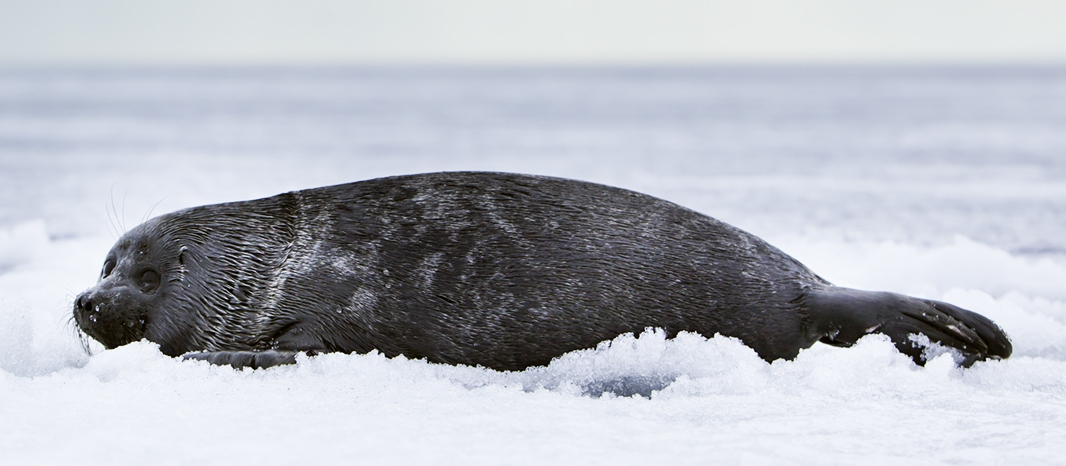
Baikalrob (Pusa sibirica).
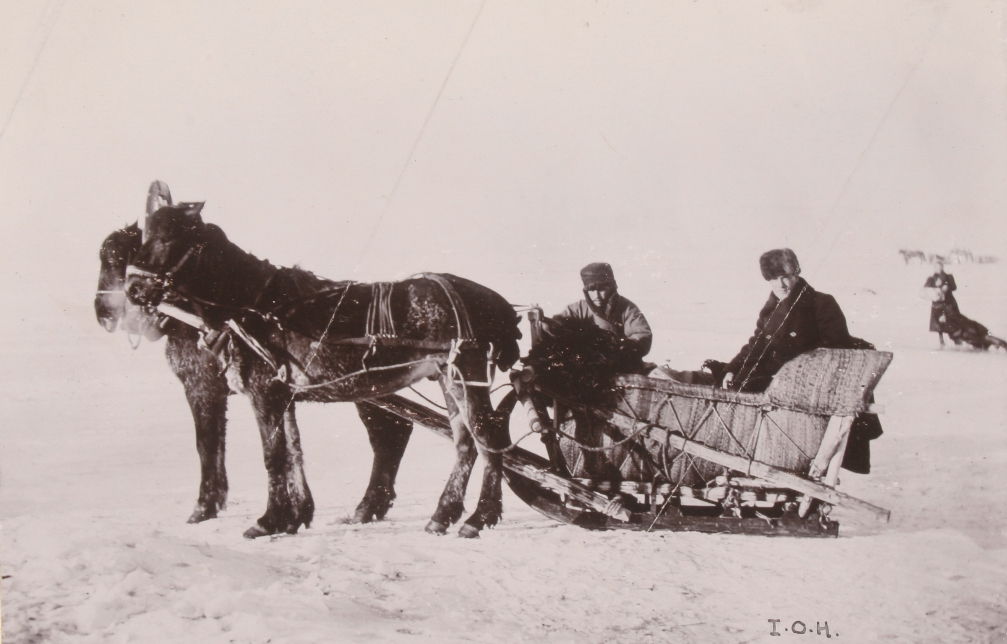
Een slee op het Baikalmeer, ca. 1890.

## Geschiedenis
Op 19 mei 1891 begon de aanleg van de Trans-Siberische spoorlijn. Het traject is grotendeels in vlak terrein, alleen direct ten zuiden van het Baikalmeer liggen bergen. Aanvankelijk staken de treinen het Baikalmeer over per veerboot. Bij het uitbreken van de Russisch-Japanse Oorlog (1904-1905) was het traject ten zuiden van het Baikalmeer nog steeds niet gereed. Om het Russische leger van voldoende materiaal te voorzien werd in februari 1904 een tijdelijke spoorlijn over het bevroren meer aangelegd.

## Sport en recreatie
Er is ieder jaar een marathon over het bevroren ijs van het Baikalmeer. De route van de 42 kilometer lange Baikal Ice Marathon loopt van Listvjanka naar Tanchoj.